# Walckenaeria plumata
Walckenaeria plumata är en spindelart som beskrevs av Alfred Frank Millidge 1979. Walckenaeria plumata ingår i släktet Walckenaeria och familjen täckvävarspindlar.
Artens utbredningsområde är Italien. Inga underarter finns listade i Catalogue of Life.